# Come On Baby
《Come On Baby》，原名《煮俾BB食》，為一個ViuTV播放的飲食清談節目，2016年7月17日開始在ViuTV首播，播放時間為逢星期日晚上21:30-22:30。主持人為陳子豐（Colin）、虞逸峯（Dennis）、鍾健威（Ray）。
節目主持化身餐廳老闆，每集會邀請「女神」級的明星，將她們真實一面呈現給觀眾。

## 主持
| 主持             | 綽號   | 特點                                                                           |
| 陳子豐（Colin）  | 住家兵 | 擁有超凡廚藝的住家好男人，最愛尋找獨特的食材，親自下廚，觸動BB味蕾。           |
| 虞逸峯（Dennis） | 調情兵 | 有品味的調酒師，擅長調情、營造浪漫，讓BB放鬆心情，盡訴說中事。                 |
| 鍾健威（Ray）    | 音樂兵 | 創意爆燈的音樂才子，充滿鬼主意，能用音樂打動人心，為BB帶來意想不到的連串驚喜。 |

## 每集列表
| 集數 | 播映日期 | 嘉賓        |
| 1    | 7月17日  | Super Girls |
| 2    | 7月24日  | 袁澧林      |
| 3    | 7月31日  | 蘇麗珊      |
| 4    | 8月7日   | JW王灝兒    |
| 5    | 8月14日  | 杜小喬      |
| 6    | 8月21日  | 江嘉敏      |
| 7    | 8月28日  | 李靖筠      |
| 8    | 9月4日   | 倪晨曦      |
| 9    | 9月11日  | 何穎璇      |
| 10   | 9月18日  | 黃心美      |
| 11   | 9月25日  | 蔡雪瑩      |
| 12   | 10月2日  | 陳嘉桓      |
| 13   | 10月9日  | 黃美棋      |
| 14   | 10月16日 | 董嘉儀      |

## 備註
1. ↑   (PDF).   [2016-08-14]. （原始内容存档 (PDF)于2016-08-09）.
2. ↑  .   [2016-08-14]. （原始内容存档于2016-08-20）.
3. ↑  .   [2016-08-14]. （原始内容存档于2016-08-20）.
4. ↑  .   [2016-08-14]. （原始内容存档于2019-09-24）.
5. ↑  .   [2016-08-14]. （原始内容存档于2016-08-14）.

## 節目重溫
- ViuTV：Come On Baby（页面存档备份，存于）